# 春日王克昌
春日王 克昌（かすがおう かつまさ、1977年7月1日 - ）は、韓国ソウル市出身で春日山部屋に所属した元大相撲力士。本名はキム・ソンテク（金成澤、김성택）。身長183cm、体重150kg。
在日韓国・朝鮮人を除く、大相撲史上初めてとなる韓国出身幕内力士でもあったが、大相撲八百長問題において引退勧告処分を受け、引退した。

## 来歴

### 入門まで
3歳の時に父を亡くしてからはソウル市から仁川市に移り、母子で裕福ではない生活を送り、母は大学の清掃員をしながら金成澤を含む3人の子供を育てた。富平初等学校に入学して1年生からテコンドーを始めるが、同校4年生の時にシルムに転向した。その後、富平中学校、富平高等学校、仁荷大学校経済学部に進んでシルム一筋に精進し、大学3年生の時に大統領旗統一壮士大会無差別級で優勝して、その名を広く知らしめた。なお、サッカー選手の金南一とは富平高校時代の仲のいい同級生で、現役時代にもお互いの健闘を誓い合う関係にあった。

### 史上初の韓国出身幕内力士
その後20代春日山（元幕内・春日富士）に誘われ1998年6月に仁荷大学を休学して来日、当時続いていた外国人新弟子採用自粛の慣例の壁を打ち破って新興間もない春日山部屋に入門し、同年11月に初土俵、その後の出世にともない復学は断念して大学を中退している。言葉や習慣の違いに苦労しながらも、稽古熱心で素直に指導を受ける努力家であったため、相撲文化の吸収も早く、時を経ずしてネイティブ並みの日本語を話すほどになった。
春日王は入幕後のインタビューで「貧困がいやでした。韓国でシルムをやっても年俸は数千万ウォンそこそこ、しかも20代後半には選手生活が終わってしまうじゃないですか。シルム以外に何の取り柄もなかったし。『チョッパリ』と非難されても、相撲でカネを稼ぐことに決めました」と入門の動機を語っていた。最初はちゃんこが嫌いで、匂いだけでも胸がむかつき吐き気がしたというが、体重を増やすために無理にでも食べた。入門当初はちゃんこ作りと掃除に追われて稽古をする時間がなく、幕下に上がるとようやく力士らしい生活を送れるようになったがそこから関取の世話や雑用が待っていた。
順調に出世して2000年1月場所に幕下昇進、幕下優勝を経験して、初土俵以来23場所後の2002年7月場所には十両に昇進し、初の韓国出身関取となった。十両3場所目の2002年11月場所では十両優勝し、翌2003年1月場所の新入幕早々に10勝5敗の好成績を挙げて、敢闘賞を受賞した。
この活躍を受けて、一旦は「日韓共同未来プロジェクト」の名のもと2003年6月にソウル市松坡区の蚕室（チャムシル）体育館（ソウルオリンピックの会場の一つ）で戦後初の「大相撲韓国公演」を開催することが決定されたが、中国などでのSARS流行にともなう渡航自粛で延期となった（一部ではそれ以外の興行上の理由があったとも噂されている）。このころから、充分な地力はあるものの、右大腿肉離れ・左母趾関節脱臼などの外傷や痛風発作などに苦しみ、幕内・十両間を3往復することとなった。2005年9月場所に3度目の再入幕を果たしてからは、幕内の地位を維持していたものの、番付はおしなべて幕内中位以下で、なかなか上位の壁を破れない状況にあった。
延期されていた韓国公演は2004年2月14-15日にソウル市中区の奨忠体育館で、同年2月18日に釜山（プサン）市内の社稷（サジク）体育館で開催された。この際の春日王の番付は十両であったため、本来なら海外公演には参加できないところであったが、相撲協会の特別の配慮で参加できることとなり、横綱朝青龍以下の幕内力士40名に春日王を加えた41名の力士により行われた。春日王は土佐ノ海らとともに、ソウル市内や釜山市内にある地元初等学校や日本人学校小学部を親善訪問して生徒たちに稽古をつけたり、公演のプログラムにおいては、観衆に対し大相撲について解説するスピーチを行ったり、本人以外全て幕内力士で構成されたトーナメント戦で横綱朝青龍を破るなど善戦し、地元の観客を大いに沸かせた。
2008年5月場所で左膝を痛め途中休場、7月場所で約3年間維持した幕内から十両に陥落。1場所で幕内に復帰したものの膝の状態が万全ではなく、十両力士2人に勝ったのみで、幕内力士からは白星を挙げられずに2勝13敗と大敗。再び十両へ陥落することになった。
2011年1月場所では十両優勝を果たし、再入幕もほぼ確実にしていた（事実技量審査場所前に発表された順席では幕内に復帰していた）が、2011年4月1日、大相撲八百長問題に関する相撲協会臨時理事会の結果、引退勧告を受けた。師匠から「協会からの指示に従うように」との説明もあり、4月4日、引退届を提出した。断髪式は5月28日に両国国技館の土俵上で行われた。日本相撲協会は八百長問題で引退した力士が断髪式で国技館の土俵を使用するのを認めていたが、実際に使用したのは彼が初めてである。断髪式には俳優の松方弘樹、韓国人俳優ユ・ジテや韓国の格闘家チェ・ホンマン、力道山の夫人も参加した。

## 略歴
- 1998年11月場所：初土俵
- 2002年7月場所：新十両
- 2003年1月場所：新入幕
- 2004年7月場所：再入幕(2)
- 2004年11月場所：再入幕(3)
- 2005年9月場所：再入幕(4)
- 2008年9月場所：再入幕(5)
- 2009年7月場所：再入幕(6)
- 2010年3月場所：再入幕(7)
- 2010年9月場所：再入幕(8)
- 2011年4月：引退

## 人物
- 早くに父親を亡くし、幼少時から母親が掃除婦などをしながら身を粉にして自分を育てるのを見てきたため、母想いは人一倍である。初来日して春日山部屋での稽古を見るなどして相撲の迫力に触れ「ここで成功すれば、親孝行できるのではないか」と考えたのが角界入りを決心した動機であり、またその後の精進の原動力になっている。入門後は一切無駄遣いをせずに貯めたお金で母親のために住宅を購入してプレゼントしたほか、母親が入院・手術した際にはすぐに飛行機で里帰りして見舞い、万一手術後の予後が芳しくない場合には日本に呼び寄せて近くで看護したいと願い出ている。
- また、力士養成員（幕下以下のいわゆる「取的（とりてき）」）時代から、部屋が主催する地元川崎市内の教育機関や地域奉仕への催事に精力的に参加し、2002年6月11日に川崎市役所を表敬訪問した際には、阿部孝夫川崎市長をして「春日王関は地元の誇り」とまで言わしめている。反面、ひとたび土俵に上がると真剣そのものでプロ気質に富んでおり、今まで何回も怪我をしてきたものの決して泣きごとは言わず、観客の見つめる本場所の土俵上では多少の怪我程度では絶対にサポーターや包帯を付けないという信念の持ち主でもある。
- 高尿酸血症で痛風発作に苦しんだ時期があるほか、若年性高血圧症の範疇でもあるが、かえってこれが幸いして兵役を免除されている。
- 1998年5月場所千秋楽で3代目若乃花（花田虎上）が横綱昇進を決定付ける優勝を成し遂げるのを目の当たりに観戦して以来、若乃花に憧れているほか、時に破壊的な小手投げを披露する大関魁皇の全盛期のような力相撲を目標としている（2007年3月場所で初めて魁皇と対戦し、小手投げで勝利している）。また、引退後は日韓両国にまたがる実業家になる夢を持っていたことから、この面においても花田に憧れていたとされる。

## エピソード
- 2001年（平成13年）には、韓国の公共放送局KBSのシルム経験記者の3日間にわたる体験入門による密着取材を受けている。
- 日本の携帯電話着メロサイト『大相撲』で、力士としては唯一韓国語バージョンの着ボイスを配信している。
- 2005年（平成17年）10月22-23日、シルムの日本公演が両国国技館で開催され、かつて春日王が在籍した仁荷大学校シルム部の後輩で互いに稽古し合った旧知の李成源（イ・ソンウォン）が優勝した。
- 2006年（平成18年）8月4日放送の『元祖!でぶや』（テレビ東京系）のにおいて、「富士山麓穴場スポットツアー」に旭天鵬・把瑠都とともにゲスト出演し、共演ゲストふかわりょうと絶妙なカラミを見せ「まいう～」を連発して、その気さくな人柄を見せつけた。
- 2007年（平成19年）3月場所、横綱朝青龍との初対戦が実現した。稽古場や巡業ではなぜか分がいいということで話題になったが、結局朝青龍が勝った。
- 2007年（平成19年）7月場所7日目、横綱白鵬と対戦する安美錦に代わって白鵬の太刀持ちを務めたが、これにより露払い龍皇と共に外国出身力士だけによる横綱土俵入りが初めて実現した。
- 春日山部屋のすぐ近隣にある新築分譲マンションの購入を検討していたが、価格が相場と比べてあまりにも安価であったため、不審に思った春日王はそのマンションの購入を取りやめた。その後、そのマンションは構造計算書偽造事件において耐震強度が問題となった、元建築士が構造計算を偽造しヒューザーが販売した「グランドステージ川崎大師」であることが判明し、強度の地震で倒壊した場合には隣接する春日山部屋にも被害が及ぶ可能性を持つものであった。春日王は新聞社の取材に対して、「実は将来に備えて、自分も買おうかどうしようか随分迷ったんですよ。でも、買わないでよかった。もし買っていたら、今ごろ、相撲どころではないところでした」と語っている。
- 医学博士でタレントの木下博勝と仲が良く、木下のブログにも度々登場している。
- 2010年11月23日、北朝鮮による韓国・延坪島（春日王の実家から直線距離80キロ）への砲撃（延坪島砲撃事件）を知らされ、ショックを受けている様子が報道された[7]。

## 主な成績

### 通算成績
- 通算成績：464勝452敗11休 勝率.507
- 幕内成績：199勝272敗9休 勝率.423
- 現役在位：74場所
- 幕内在位：32場所

### 各段優勝
- 十両優勝：2回（2002年11月場所、2011年1月場所）
- 幕下優勝：1回（2002年1月場所）

### 三賞・金星
- 三賞：1回
  - 敢闘賞：1回（2003年1月場所）
- 金星：なし

### 場所別成績
| | 一月場所 初場所（東京） | 三月場所 春場所（大阪） | 五月場所 夏場所（東京） | 七月場所 名古屋場所（愛知） | 九月場所 秋場所（東京） | 十一月場所 九州場所（福岡） |
| --- | ----------------------- | ----------------------- | ----------------------- | --------------------------- | ----------------------- | --------------------------- |
| 1998年 （平成10年） | x                       | x                       | x                       | x                           | x                       | （前相撲）                  |
| 1999年 （平成11年） | 東序ノ口41枚目 6–1      | 西序二段89枚目 7–0      | 東三段目80枚目 6–1      | 西三段目27枚目 4–3          | 西三段目13枚目 3–4      | 東三段目28枚目 6–1          |
| 2000年 （平成12年） | 東幕下51枚目 3–4        | 東三段目5枚目 5–2       | 東幕下47枚目 3–4        | 東三段目3枚目 5–2           | 東幕下43枚目 5–2        | 西幕下23枚目 4–3            |
| 2001年 （平成13年） | 東幕下19枚目 4–3        | 東幕下13枚目 1–6        | 西幕下31枚目 5–2        | 東幕下18枚目 5–2            | 東幕下11枚目 4–3        | 西幕下8枚目 2–5             |
| 2002年 （平成14年） | 西幕下19枚目 優勝 7–0   | 西幕下筆頭 3–4          | 西幕下4枚目 6–1         | 東十両12枚目 8–7            | 東十両9枚目 10–5        | 東十両6枚目 優勝 11–4       |
| 2003年 （平成15年） | 西前頭13枚目 10–5 敢    | 東前頭7枚目 8–7         | 東前頭6枚目 4–11        | 西前頭12枚目 4–11           | 東十両9枚目 10–5        | 東十両6枚目 11–4            |
| 2004年 （平成16年） | 西十両2枚目 5–10        | 西十両6枚目 10–5        | 東十両2枚目 10–5        | 東前頭13枚目 4–8–3          | 西十両筆頭 9–6          | 東前頭15枚目 8–7            |
| 2005年 （平成17年） | 東前頭14枚目 9–6        | 東前頭11枚目 1–14       | 東十両5枚目 7–8         | 西十両5枚目 10–5            | 東前頭16枚目 7–8        | 東前頭16枚目 8–7            |
| 2006年 （平成18年） | 東前頭12枚目 9–6        | 西前頭7枚目 7–8         | 東前頭8枚目 6–9         | 西前頭11枚目 5–10           | 西前頭15枚目 8–7        | 西前頭7枚目 8–7             |
| 2007年 （平成19年） | 東前頭7枚目 8–7         | 西前頭3枚目 5–10        | 西前頭6枚目 5–10        | 東前頭10枚目 7–8            | 西前頭10枚目 10–5       | 西前頭5枚目 4–11            |
| 2008年 （平成20年） | 西前頭11枚目 8–7        | 西前頭9枚目 8–7         | 東前頭9枚目 3–6–6       | 西十両2枚目 9–6             | 西前頭15枚目 2–13       | 東十両7枚目 8–7             |
| 2009年 （平成21年） | 西十両5枚目 8–7         | 東十両3枚目 7–8         | 東十両4枚目 10–5        | 西前頭15枚目 8–7            | 西前頭11枚目 6–9        | 東前頭14枚目 3–12           |
| 2010年 （平成22年） | 西十両4枚目 9–6         | 東前頭16枚目 5–10       | 東十両3枚目 6–9         | 西十両5枚目 9–6             | 東前頭13枚目 6–9        | 西前頭15枚目 5–10           |
| 2011年 （平成23年） | 東十両2枚目 優勝 12–3   | 八百長問題 により中止   | 西前頭10枚目 引退 –     | x                           | x                       | x                           |
| 各欄の数字は、「勝ち-負け-休場」を示す。 優勝 引退 休場 十両 幕下 三賞：敢=敢闘賞、殊=殊勲賞、技=技能賞 その他：★=金星 番付階級：幕内 - 十両 - 幕下 - 三段目 - 序二段 - 序ノ口 幕内序列：横綱 - 大関 - 関脇 - 小結 - 前頭（「#数字」は各位内の序列） |                         |                         |                         |                             |                         |                             |

引退時の番付は2月28日発表の順席による。

### 幕内対戦成績
| 力士名   | 勝数 | 負数 | 力士名   | 勝数 | 負数 | 力士名   | 勝数 | 負数 | 力士名   | 勝数 | 負数 |
| -------- | ---- | ---- | -------- | ---- | ---- | -------- | ---- | ---- | -------- | ---- | ---- |
| 安芸乃島 | 1    | 0    | 朝青龍   | 0    | 1    | 朝赤龍   | 2    | 10   | 朝乃若   | 0    | 1    |
| 安壮富士 | 1    | 0    | 安美錦   | 2    | 3    | 阿覧     | 0    | 2    | 市原     | 1    | 0    |
| 岩木山   | 2    | 9    | 潮丸     | 2    | 2    | 皇司     | 4    | 3    | 隠岐の海 | 1    | 1    |
| 魁皇     | 1    | 0    | 海鵬     | 2    | 3    | 臥牙丸   | 0    | 2    | 垣添     | 4    | 10   |
| 鶴竜     | 4    | 1    | 春日錦   | 6    | 1    | 片山     | 3    | 0    | 稀勢の里 | 3    | 1    |
| 北桜     | 0    | 4    | 北太樹   | 0    | 1    | 木村山   | 1    | 0    | 旭鷲山   | 0    | 6    |
| 旭天鵬   | 4    | 3    | 旭南海   | 1    | 0    | 金開山   | 2    | 1    | 豪栄道   | 1    | 4    |
| 光龍     | 1    | 1    | 五城楼   | 1    | 2    | 黒海     | 3    | 7    | 琴春日   | 1    | 1    |
| 琴奨菊   | 3    | 1    | 琴ノ若   | 0    | 4    | 琴光喜   | 0    | 1    | 琴龍     | 0    | 4    |
| 磋牙司   | 0    | 1    | 里山     | 0    | 1    | 霜鳳     | 8    | 3    | 十文字   | 5    | 4    |
| 駿傑     | 0    | 2    | 翔天狼   | 0    | 3    | 蒼国来   | 2    | 0    | 隆の鶴   | 3(1) | 0    |
| 貴ノ浪   | 0    | 1    | 隆乃若   | 2    | 2    | 高見盛   | 4    | 10   | 豪風     | 3    | 8    |
| 玉飛鳥   | 0    | 1    | 玉春日   | 7    | 7    | 玉乃島   | 3    | 8    | 玉力道   | 1    | 3    |
| 玉鷲     | 2    | 2    | 千代大海 | 0    | 1    | 千代白鵬 | 0    | 1    | 出島     | 4    | 3    |
| 闘牙     | 1    | 2    | 時津海   | 7    | 3    | 時天空   | 4    | 6(1) | 德瀬川   | 1    | 0    |
| 土佐ノ海 | 5    | 4    | 土佐豊   | 0    | 3    | 栃東     | 0    | 1    | 栃煌山   | 0    | 5    |
| 栃栄     | 2    | 1    | 栃ノ心   | 0    | 2    | 栃乃洋   | 7    | 6    | 栃乃花   | 6    | 2    |
| 豊桜     | 3    | 4    | 豊ノ島   | 2    | 7    | 豊響     | 3    | 3    | 白馬     | 0    | 1    |
| 白鵬     | 0    | 1    | 白露山   | 3    | 2    | 追風海   | 0    | 2    | 把瑠都   | 0    | 1    |
| 春ノ山   | 1    | 0    | 日馬富士 | 1    | 3    | 武州山   | 3    | 1    | 普天王   | 5    | 9    |
| 武雄山   | 3    | 2    | 寶智山   | 1    | 0    | 豊真将   | 4    | 3    | 北勝力   | 5(1) | 8(1) |
| 将司     | 1    | 0    | 雅山     | 2    | 7    | 猛虎浪   | 2    | 2    | 山本山   | 1    | 0    |
| 嘉風     | 4    | 9    | 龍皇     | 2    | 1    | 琉鵬     | 0    | 1    | 露鵬     | 2    | 6    |
| 若麒麟   | 1    | 0    | 若荒雄   | 1    | 0    | 若兎馬   | 2    | 1    | 若の里   | 2    | 2    |
| 若ノ鵬   | 0    | 1    | 和歌乃山 | 1    | 3    |          |      |      |          |      |      |